# Pleurotomaria perversa
Pleurotomaria perversa is een fossiele slakkensoort uit de familie van de Pleurotomariidae. De wetenschappelijke naam van de soort is voor het eerst geldig gepubliceerd in 1889 door Whidborne.